# Vilis Lācis
Vilis Lācis (12 de maig de 1904 – 6 de febrer de 1966) va ser un escriptor letó i polític soviètic. Va ser el quart President del Soviet de les Nacionalitats.

## Biografia
Lācis va néixer en el si d'una família de classe treballadora a Mangaļi, prop de Riga. Va ser treballador manual, treballant principalment al port de Riga i dedicant-se a escriure en el seu temps lliure. El 1933 va publicar la seva novel·la de més èxit, Zvejnieka dēls (El fill del pescador), convertint-lo en un dels escriptors letons més populars i de més èxit comercial de la dècada de 1930. les seves novel·les es caracteritzen com a ficció popular, que si bé no han complagut sempre als crítics, han estat àmpliament llegides pels lectors ordinaris.
Durant aquest període, Lācis va mantenir lligams ocults amb l'oficialment prohibit Partit Comunista Letó. Lācis va ser seguit periòdicament pels serveis secrets letons a causa de les seves activitats polítiques. Eventualment, Lācis es convertí en favorit del dictador letó Karlis Ulmanis, qui ordenà personalment la destrucció dels registres del seguiment fet a Lācis. Lācis va escriure editorials de premsa molt favorables al règim d'Ulmanis, tot i que seguia sent un seguidor comunista, i el govern d'Ulmanis finançà generosament la carrera escriptora de Lācis així com una adaptació cinematogràfica de El fill del pescador.
Els lligams de Lācis amb els comunistes es feren públics després que Letònia fos ocupada per la Unió Soviètica. Va ser President de l'RSS de Letònia entre 1940 i 1959. Va ser considerat com una figura sense poder real, car la majoria de les decisions eren preses pel Comitè Central del Partit Comunista. Com a President, va participar en les deportacions de Stalin i altres aspectes de la política estatal, signant ordres de detenció i deportació de prop de 40.000 persones. Entre 1954 i 1958 va presidir el Soviet de les Nacionalitats.
Va rebre set ordes de Lenin, l'orde de la Guerra Patriòtica de 1a classe i dos Premis Stalin.

## Obra
Els llibres de Lācis han estat traduïts a més de 50 idiomes, sent la majoria d'ells publicats en rus. Segueix sent amb diferència l'autor letó més traduït. El seu estil entra dins de l'anomenat realisme socialista.

### Novel·la
- Atbrīvotais zvērs (Bèstia Exempta) (1930-1931)
- Putni bez spaŗniem (Ocells sense ales) (1931-1934)
- Zvejnieka dēls (Fill de pescador) (1933-1934)
- Senču aicinājums (Truqui als avantpassats) (1935)
- Vecā jūrnieku ligzda (Antiga pren la gent de mar) (1937-1938)
- Akmeņainais ceļš (Pedregosos de la carretera) (1939)
- Pazudusī dzimtene (La pàtria perduda) (1941)
- Vētra (La tempesta) (1946-1948)
- Uz jauno krastu (La costa nova) (1952)